# 日景温泉
日景温泉（ひかげおんせん）は、秋田県大館市（旧国出羽国、明治以降は羽後国）にある温泉。青森県との県境である矢立峠近くの天然秋田杉の林の中に位置する一軒宿。
現在の正式名称は白神矢立 湯源郷の宿 日景温泉。1931年の『秋田の土と人. 土の巻』(p.169)には大湯沢温泉と記載されている。
旧日景温泉は、東日本大震災の影響や施設の老朽化によって改修費用が捻出できず、2014年8月で営業を終了した。その後旧経営者からの依頼を受けて、現運営会社(株)割烹きらくが2017年初冬の営業再開を目指し、新たな源泉を採掘や建物の大規模修繕等の再生支援を実施した。3年に渡る修繕を経て、2017年10月1日営業を再開した。

## 泉質
- 含硫黄-ナトリウム-塩化物泉（硫化水素型）

成分の多い湯で、その効能は高いとされる。また「東北の草津」とも呼ばれ、3日入れば治ることから「三日一廻りの名湯」として知られてきた。特に皮膚の再生、治癒に対する効能は高いとされ、アトピーの人だけでなく、若い女性層からも根強い人気がある。
- 源泉温度は41.3℃。大浴場へは熱交換式で加温、貸切家族風呂の内湯は加温無し。
- 温泉成分による化学反応で、ほかの温泉からはしごしてきた場合は皮膚に付着している前温泉の成分が化学反応を起こして黒く変色する事もある。

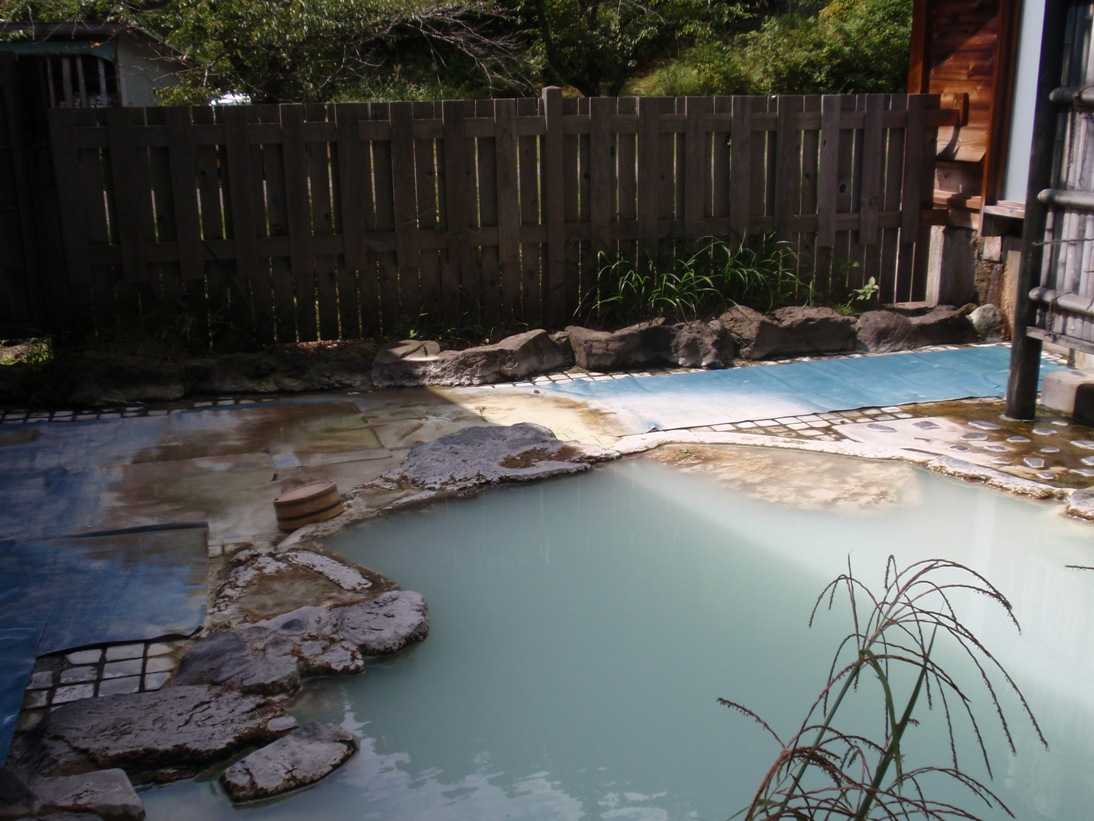
混浴露天風呂

## 温泉街
日本秘湯を守る会にも属する一軒宿の「日景温泉」があり、特別室、和洋室、湯治客室の３タイプからなる。総ヒバ造りの男女別浴場と、日本で数少ない混浴の露天風呂があったが、現在は県からの協力が得られず廃止された。

## 歴史
1889年（明治22年）、磐梯山の噴火に伴う地殻変動により湧き始めた。1893年（明治26年）に、大館地方の自由民権運動家でもあった、日景弁吉によって温泉宿が作られた。
1952年(昭和27年)6月20日の秋田魁新報社主催の第一回秋田県観光三十景(有効投票約百九十五万票)で第22位(三万八千九百三十八票)に選出された
温泉名は、創業者の苗字に由来する。

## アクセス
- 鉄道：JR奥羽本線 陣場駅より車で約5分
- 路線バス：秋北バス 矢立ハイツ行で、 「日景温泉」バス停下車。
- 車：東北自動車道碇ヶ関ICより約10分

## 周辺
- 矢立峠
- 矢立温泉
- 道の駅やたて峠
- 秋元温泉
- 相乗温泉